# جیرجیرک‌های پشت‌سپری
جیرجیرک‌های پشت‌سپری (نام علمی: Tettigoniinae) نام یک زیرخانواده از تیره جیرجیرک‌های بیشه است.